# Ornithopoda
Die Ornithopoda (Latinisierung von altgriechisch ὄρνις órnis ‚Vogel‘ und πούς pous ‚Fuß‘; „Vogelfüßer“, „Vogelfußdinosaurier“) sind eine Unterordnung der Dinosaurier innerhalb der Vogelbeckensaurier (Ornithischia). Ihre Angehörigen waren fast ausschließlich zweibeinige, selten sekundär vierbeinige Pflanzenfresser, ohne Hautknochenplatten. 
Zu den Ornithopoda gehören unter anderem die artenreiche Gruppe der Iguanodontia mit den Hadrosauridae. Neben den Ceratopsia waren die Ornithopoden die einzigen Dinosaurier, die ihre Nahrung kauen konnten und somit nicht nur Gastrolithen (Magensteine) zur Nahrungszerkleinerung nutzten. Sie waren weltweit verbreitet und erscheinen ab dem frühen Unterjura im Fossilbericht.

## Innere Systematik
Die Ornithopoda teilen sich in die kleinen Heterodontosauridae und die Euornithopoda, beide Taxa sind monophyletisch. Die Euornithopoda wurden in die Hypsilophodontidae und die Iguanodontia geteilt. Die Hypsilophodontidae gelten heute als paraphyletisch.